# Cantón de Ávila
El cantón de Ávila fue un cantón proclamado en la ciudad de Ávila (España) el 20 de julio de 1873 durante la Primera República Española. Formó parte de la rebelión cantonal iniciada por el «Cantón Murciano» proclamado en Cartagena ocho días antes. Fue uno de los tres cantones que se proclamaron en Castilla y en León (junto el cantón de Salamanca y el  cantón de Béjar; estos dos últimos los de mayor significación). Tuvo una duración efímera.

## Historia
El 19 de julio de 1873 el partido republicano federal de Ávila formó un Comité de Salud Pública integrado por cinco vocales, bajo la presidencia de Miguel Cuadrillero, jefe de obras del parque de San Antonio. Uno de los vocales era farmacéutico y otro maestro zapatero. Tras tener conocimiento de la caída del gobierno de Francisco Pi y Margall, el Comité proclamó al día siguiente el cantón mediante un manifiesto en el que se decía: «Tenemos nombrado un ministerio eminentemente reaccionario… que nos lleva por de pronto a una República unitaria».
A continuación el Comité propuso la formación de un ejército en Castilla la Vieja que acabase con los carlistas y defendiese «la verdadera República federal, ínterin nuestros cantones constituyen el Estado Castellano».
El cantón apenas duró unas horas al no contar con apoyo popular. Los dirigentes del cantón fueron detenidos y posteriormente puestos en libertad. Sin embargo, a pesar de su corta duración el cantón tuvo cierta repercusión porque su manifiesto fue publicado cinco días después por el  El Cantón Murciano, el diario de los cantonales de Cartagena.